# غونتر تسيغلر
غونتر تسيغلر (بالألمانية: Günther Ziegler)‏ هو دراج ألماني، ولد في 18 يناير 1933 في Dittelbrunn ‏ في ألمانيا، وتوفي في 19 ديسمبر 2013.

## وصلات خارجية
- غونتر تسيغلر على موقع أرشيف الدراجات (الإنجليزية)
- غونتر تسيغلر على موقع إحصائيات الدراجات الإحترافية (الإنجليزية)
- غونتر تسيغلر على موقع أوليمبيديا (الإنجليزية)